# Roclenge-sur-Geer
Pour les articles homonymes, voir Roclenge.

Roclenge sur-Geer (en wallon Roclindje-so-Djer, en néerlandais Rukkelingen-aan-de-Jeker) est une section de la commune belge de Bassenge située en Wallonie dans la province de Liège.
C'était une commune à part entière avant la fusion des communes de 1977.
Village wallon, Roclenge sur-Geer fut transféré à la province de Limbourg (majoritairement flamande) en 1839, mais revint a la province de Liège en 1962.
C'est le village de naissance de l'écrivain francophone Conrad Detrez et de l'écrivain wallon Frenay Nizet.

## Géographie
- Altitude : 78 mètres au seuil de l'église.
- Superficie : 260 hectares.
- Cours d'eau : Le Geer.

## Démographie
- Sources : INS, rem. : 1831 jusqu'en 1970 = recensements, 1976 = nombre d'habitants au 31 décembre.

## Histoire

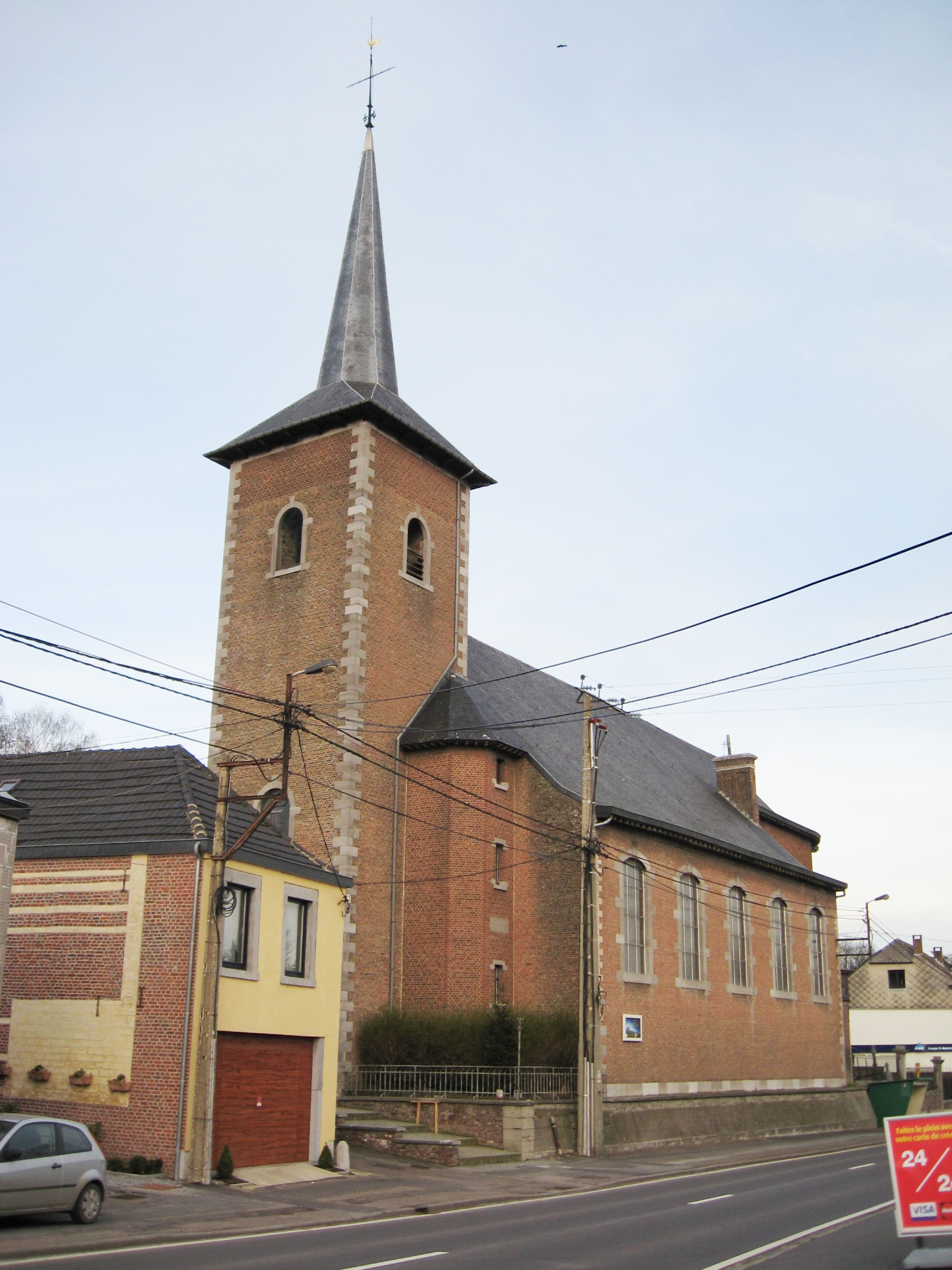
L'église Saint-Remy.

Rocelinges en l'an 1147. Sur son territoire, on a retrouvé des pièces préhistoriques en silex.
La seigneurie était exercée par le chapitre de la collégiale Saint-Jean l'Évangéliste à Liège, mais l'abbaye bénédictine de Saint-Jacques avait divers droits sur certaines parties du territoire de Roclenge. Un avoué laïc, le comte de Looz, a veillé aux droits seigneuriaux des ecclésiastiques de l'an 1016 à 1315. Les échevins de Bassenge étendaient leur juridiction sur le territoire de Roclenge.
De 1830 à 1963, Roclenge fit partie de la province de Limbourg.

## Patrimoine et culture

### Patrimoine architectural et sites
L'église, dédiée conjointement à saint Remy et à saint Roch, est de style Louis XV ; elle est majestueuse et renferme de beaux tableaux. L'église est mentionnée comme baptismale en 1613. Elle était la collation du chapitre de Saint-Jean et de l'abbé de Saint-Jacques.
L'imposante maison communale est située sur la Grand'Place, avec les vieux tilleuls, le kiosque à musique et la fontaine. C'est un très beau village avec ses villas entourées de parcs et d'arbres magnifiques.

## Économie
Jadis, tressage de la paille pour la confection de chapeaux. Viticulture.
Agriculture, élevage de bétail.

## Personnalités liées à la commune
- Matthæus Le Maistre (1505 - 1577), compositeur et maître de chapelle franco-flamand.
- Docteur Louis Piron (1843 - 1920), bourgmestre.